# TRUE NAVIGATION
〈TRUE NAVIGATION〉(트루 내비게이션)은 TWO-MIX의 7번째 싱글이다.

## 개요
드라마 《X-파일 Ⅲ》 일본어판(TV아사히계)의 이미지 송으로 쓰였다. 일본의 문화방송 《FRIDAY SUPER COUNTDOWN 50》 344회(1997년 6월 13일)에서 자신들, 또한 성우관련 아티스트, 킹 레코드 소속의 아티스트로 첫 1위를 획득하였고, 동시에 같은 프로그램의 1997년 연간 랭킹으로 7위, 뮤직 스테이션의 랭킹으로 8위를 획득했다.
또한, 오리콘 차트에서는 최고 순위 7위를 기록하였다.
지금 작품보다 생 기타를 도입하게 되었지만, 제작 당시에는 "노선이 바뀌어 버린다."라는 이유로 스탭들이 반대하고 있었다.

## 수록곡
작사：나가노 시이나，작곡：타카야마 미나미，편곡：TWO-MIX
1. TRUE NAVIGATION
2. WAKE
3. TRUE NAVIGATION (Original Karaoke)
4. WAKE (Original Karaoke)

## 수록 작품
- TRUE NAVIGATION (싱글 버전)
  - FANTASTIX
  - SUPER BEST FILES 1995~1998
  - 20010101
  - Categorhythm

- True Navigation (International(English ver.)) (영어 버전)
  - BPM CUBE

- TRUE NAVIGATION (Domestic(Japanese ver.))
  - BPM CUBE

- WAKE
  - FANTASTIX
  - 20010101

## 같이 보기
- TWO-MIX